# Sociologia del diritto
Sociologia del diritto (sociologie du droit) est une revue italienne quadrimestrielle fondée par Renato Treves en 1973 et, actuellement,  gérée par le Centro nazionale di prevenzione e difesa sociale.
Au principal, cette revue s'intéresse au droit public en relation avec la sociologie italienne.
- Directeur (en 2007) : Vincenzo Ferrari